# Боттолфсен, Клэренс Альфред
Клэ́ренс А́льфред Бо́ттолфсен (англ. Clarence Alfred Bottolfsen; 10 октября 1891, Сьюпириор, Висконсин — 18 июля 1964, Бойсе, Айдахо) — 17 и 19-й губернатор Айдахо.
Клэренс Альфред Боттолфсен родился 10 октября 1891 года в городе Сьюпириор штата Висконсин. Среднее образование он получил в Северной Дакоте, куда семья переехала вскоре после его рождения. Обучение Боттолфсен продолжил в бизнес-колледже в Миннесоте. С 1905 года он начал работать журналистом — сначала в новостном издательстве Wells County News, а с 1910 года — в еженедельной газете Arco Advertiser в Айдахо, став в 1947 году её владельцем. В 1934-1938 годах Боттолфсен был редактором в газете Daily Bulletin. В 1920 году Боттолфсен избрался в Палату представителей Айдахо. Впоследствии он переизбирался четыре раза. В 1938 году Боттолфсен победил на губернаторских выборах Айдахо от республиканской партии. Выборы 1940 года он проиграл, но вновь победил в 1942 году. Среди его достижений на посту губернатора:
- расчёт по выпущенным облигациям и сведение сбалансированного бюджет благодаря уплате издержек наличным расчётом.
- составление и предложение ко внесению в конституцию штата трёх поправок.
- вступление Айдахо совместно с ещё пятью штатами в союз развития Северо-запада.

Боттолфсен занимал политические посты и после окончания губернаторского срока:
- в 1949 и 1957 годах — главный клерк Палаты представителей Айдахо.
- в 1949 году — один из руководителей временного комитета по реорганизации правительства штата.
- в 1953 году — заместитель парламентского пристава.
- в 1955—1956 годах — ответственный секретарём сенатора от Айдахо Хермана Уэлкера.
- в 1958 году — члена Сената Айдахо на протяжении двух сроков.

Клэренс Боттолфсен был женат на Элизабет Ханне. Он скончался 19 июля 1964 года в возрасте 72 лет.